# First Harvest 1984-92
First Harvest 1984-92 è un album di raccolta del gruppo musicale tedesco Alphaville, pubblicato nel 1992.

## Tracce
1. Big in Japan (Original 7" Version) – 3:54
2. Sounds Like a Melody (1992 Remix) – 4:29
3. Sensations (Original 7" Version) – 3:58
4. The Mysteries of Love (Original 7" Mix) – 3:34
5. Lassie Come Home (1992 Remix) – 6:58
6. Jerusalem (Original 7" Version) – 3:35
7. Dance with Me (1992 Remix) – 4:08
8. For a Million (Original Album Version) – 6:09
9. A Victory of Love (1992 Remix) – 4:13
10. Jet Set (1992 Remix) – 3:40
11. Red Rose (Original 7" Version) – 4:38
12. Romeos (Album Edit) – 4:52
13. Summer Rain (Original Album Version) – 4:10
14. Forever Young (Original Album Version) – 3:45
15. Big in Japan (1992 Culture Mix) – 6:08